# Villanella (kunstencentrum)
Villanella was een nomadisch kunstencentrum in Vlaanderen met als doelpubliek jongeren en kinderen. De organisatie ontstond in 1993 toen een groep jonge kunstenaars en culturele ondernemers hun krachten verenigden om een platform te creëren voor opkomend talent en vernieuwende culturele projecten. Ze wilden een brug slaan tussen diverse kunstdisciplines en een ontmoetingsplaats bieden voor jonge artiesten. Villanella werd sinds 1997 erkend en structureel gesubsidieerd door de Vlaamse Gemeenschap.
Sindsdien produceerde Villanella theaterproducties, literaire evenementen, performances, concerten, festivals,... in heel Vlaanderen. 
Villanella had heel lang geen vaste locatie, maar vestigde zich vanaf 2011 in De Studio, de voormalige Studio Herman Teirlinck. In 2019 veranderde Villanella definitief van naam naar De Studio.

## Producties
Villanella produceerde kinder- en jeugdvoorstellingen en organiseerde sociaal-artistieke projecten zoals theatervoorstellingen, literatuur, kunstwedstrijden, prijsuitreikingen, beeldcultuur, performance, muziek en festival.

### 1994-1995
- Het kunstlokaal
- Leonce & Lena

### 1995-1996
- Het kunstlokaal
- Singer

### 1996-1997
- Musicircus, John Cage Concert
- Singer
- Concert voor naaimachines
- Beeldenstorm

### 1997-1998
- De meisjeskamer
- Via
- Nina en Thomas
- Récitations
- Musicircus, John Cage Concert
- De gebeurtenissen
- Gespleten en bescheten
- Koe

### 1998-1999
- Mijn vader
- Zetelkat
- Trioloog
- Via
- Wending
- De kikkerkoning
- Misschien wisten zij alles
- Literaire stand-up
- Goesting

### 1999-2000
- De Karamazows
- De kikkerkoning
- Het wonderlijk wandmeubel
- Die drie musketiers
- Misschien wisten zij alles
- Wending

### 2000-2001
- De kikkerkoning
- Het wonderlijk wandmeubel
- Bomma en Boom

### 2001-2002
- XL
- Bomma en Boom

### 2002-2003
- Bomma en Boom
- XS
- De dansende fabels van La Fontaine
- De Nachten

### 2003-2004
- XS
- Lichten aan! A.U.B.
- Peer Gynt
- Kloon
- Hirondelle/dooi vogeltje/the great swallow
- Leve de oerknal

### 2004-2005
- Kloon
- De paradox van Pergamom
- Leve de oerknal
- Potloodmoordenaar / Portretterie
- Smeltende Gedachten
- Op bezoek
- Hersenkronkels
- De voordelen van Hansaplast
- Groeten van Keith Haring
- Hirondelle/dooi vogeltje/the great swallow

### 2005-2006
- Heimwee naar Tirgu Mureş
- Kloon
- Hersenkronkels
- Sportband, afgetrainde klanken
- Soms is een flatgebouw ook plat
- Apekool met frietjes
- Double bill (24 lies in a second - 24 dreams in a lie)
- Licht aan! A.U.B.

### 2006-2007
- Ogen in je vingers
- Heimwee naar Tirgu Mureş
- Double bill (24 lies in a second - 24 dreams in a lie)
- Soms is een flatgebouw ook plat
- Apekool met frietjes
- Rendez-Vous
- Madame Fataal

### 2007-2008
- Madame Fataal
- Miss Moskou & De potloodmoordenaar
- Soms is een flatgebouw ook plat
- Hirondelle/dooi vogeltje/the great swallow

### 2008-2009
- Le jardin
- Mijnheertje Kokhals
- Miss Moskou & de potloodmoordenaar
- Achter de bossen, voorbij het moeras (Krabat)
- Worm
- Rendez-Vous
- Madame Fataal
- Bolderplaats

### 2009-2010
- Rendez-Vous
- Mijnheertje Kokhals
- Worm
- Falsch!
- YVOD/ROBOT
- Achter de bossen, voorbij het moeras (Krabat)

### 2010-2011
- YVOD/ROBOT
- Autoroute du soleil
- Sneeuwwitje en de 77 vergiften
- Tape voor kleuters
- Mijnheertje Kokhals

### 2011-2012
- YVOD/ROBOT
- Er was eens...
- Tape voor kleuters
- Twee vrienden
- Têtes à Têtes
- Wie je op de rechterwang slaat, keer je ook je linkerwang toe
- Alfred(d)o

### 2012-2013
- Tape voor kleuters
- Twee vrienden
- Spionkop
- Er was eens...
- Mijnheertje Kokhals doet mee
- Têtes à Têtes
- Verboden toegang
- Ideale Plaats
- Alfred(d)o

### 2013-2014
- Ideale Plaats
- Ketchikan
- Têtes à Têtes
- De hoofdzaak
- Luchtfietsers
- Twee vrienden
- Fresco
- Alfred(d)o

### 2014-2015
- Re:Fresco
- Hier waak ik
- Verboden toegang
- Sneeuwwitje en de 77 vergiften
- Têtes à Têtes (Koppie Koppie)
- You may now kiss the bride
- Luchtfietsers
- Fresco
- Twee Vrienden
- Smalltalk

### 2015-2016
- Smalltalk
- You may now kiss the bride
- Tape voor kleuters
- Het Laatste Kind
- De Hoeder
- Hier waak ik
- Wa wilder man
- Het wisselvallig leven
- Willy Wrat
- Het verloren voorwerp
- Fresco

### 2016-2017
- My Life With The Tree
- Tape voor kleuters
- De Liegenaar
- Het verloren voorwerp
- Het Laatste Kind (van en met Hanneke Paauwe, Griet Dobbelaere en Eva Schram)
- Mieren slapen nooit (BRUT, van en met Alexia Leysen, Julie Delrue en Greet Jacobs)
- Wa wilder man (Compagnie Barbarie, van en met Liesje De Backer, Karolien De Bleser, Amber Goethals, Lotte Vaes en Sarah Vangeel)

### 2017-2018
- Beat Night
- Het Laatste Woord
- Dat begint hier al goed
- Koppie Koppie
- Het Verloren Voorwerp
- DE Stemmen van DE Studio
- Modders
- Wa Wilder Man
- Alex in vuilbakland

### 2018-2019
- Heimwee naar Tirgu Mureş
- Sira & de Micmac Studio
- Baroque Is Not Dead!
- Heen en terug
- En braaf zijn!
- The Wetsuitman
- KNAUS
- GRATIS CHIPS!
- My Life with the Tree